# Vorwuchs
Mit Vorwuchs wird in der Forstwirtschaft ein grobastiger Baum mit unerwünschtem starken Wachstum bezeichnet. Er überwächst andere Bäume und wird waldbaulich als Konkurrent für wertvollere Nachbarbäume angesehen. Da er meist nur Brennholz liefert, wird er bei Pflegemaßnahmen, wie z. B. der Läuterung, in der Regel entfernt. Vorwüchse bei Nadelbäumen nennt man Protzen (Einzahl: Protz), bei Laubbäumen manchmal auch Wölfe.